# Aspet (Alto Garona)
Aspet é uma comuna francesa na região administrativa da Occitânia, no departamento do Alto Garona. Estende-se por uma área de 26.37 km², com 877 habitantes, segundo o censo de 2018, com uma densidade de 33 hab/km².